# Memories Off 〜それから〜
『Memories Off 〜それから〜』（メモリーズオフ 〜それから〜）は、2004年6月24日KIDよりPlayStation 2で発売された恋愛アドベンチャーゲーム（CEROレーティング15歳以上対象）である。また同年10月14日にはWindows版が、2008年8月14日には5pb.GamesよりPSP版が発売された。2006年3月23日にはこの作品の後日談に当たる『Memories Off 〜それから again〜』が発売されている。
同社が発売している「Memories Offシリーズ」の4作目。副題は『かけがえのない想いを乗り越えて』。
2008年8月14日にPlayStation Portableで移植版が発売されている。一蹴といのりの再会と馴れ初めを描いたPrologue Storyも収録されている。

## 概要
物語は前作から1年半後の冬。2作目と同じ「浜咲学園」が舞台の中心であり、主人公は高校生へと戻る。高校3年生である主人公の、卒業前後の生活が描かれる。
多くの新要素を投入した前作『想い出にかわる君 〜Memories Off〜』の反省を受けて、今作では2ndの王道的なストーリーを踏まえつつ製作されている。開始直後に別れを告げられる急展開も、導入部が長いという前作の難点を意識したものである。また、部活動や卒業式が描かれるのは、これまでのシリーズでは学園生活をあまり取り上げてこなかったためである。こうした反省に基づく変更の一方で、カフェが舞台のひとつである点は『想君』を継承しているが、これは学園とステージを切り替えて話にメリハリをつけるための措置。実際のところ、本作の構想は『想君』製作中からすでにあり、両作の世界観のつながりはシリーズ内でも特に強い。
本作のキャラクター造形については、これまであえて避けてきた「萌え」を意識しており、縁の「妹」や葉夜の「メガネ」のように、それぞれにわかりやすい特徴づけがなされている。

## シナリオ
卒業も間近に控えた雨の日のバレンタインデーに彼女のいのりからデートに誘われた一蹴は、彼女を想い出の教会に連れて行く。
そこで渡されたのは、突然の別れの言葉だった。

## 登場人物
Memories Offシリーズの登場人物の項も参照。
鷺沢 一蹴（さぎさわ いっしゅう）
声：小野大輔（OVA・CDのみ）
本作の主人公。

### ヒロイン
陵 いのり（みささぎ いのり）
声：小林沙苗
一蹴の元彼女。なぞなぞ好きでピアノが得意。8月21日生まれ。
鷺沢 縁（さぎさわ ゆかり）
声：石原絵理子
一蹴の義妹。動物好きで寂しがりや。成績優秀である。3月2日生まれ。
藤原 雅（ふじわら みやび）
声：かかずゆみ
一蹴のクラスメート。薙刀部に所属しており部内で最も強い。クールでシニカルな性格。甘党である。モデルは同シリーズの寿々奈鷹乃。4月6日生まれ。
花祭 果凛（はなまつり かりん）
声：榎本温子
愛称「りかりん」。一蹴のバイトしてるカフェの常連客。お嬢様だが気さくな性格。7月13日生まれ。
野乃原 葉夜（ののはら はや）
声：こやまきみこ
愛称「のん（ちゃん）」。名前がOVA『Memories Off 3.5 想い出の彼方へ / 祈りの届く刻…』内は野々原 葉夜を表記。一蹴のバイト仲間。空想癖があり、不思議な雰囲気を持っている。5月4日生まれ。
独自の法則に基づいた話し方をするため、彼女の意図するところを把握するのは困難だが、クリア後のおまけモードで果凛が内容をすべて解説してくれる。
さよりん
声：小林由美子
縁のクラスメートで親友。薙刀部に所属しており雅の部活の後輩。女の中の女を目指している。一蹴には決して名字を教えようとしない。1月1日生まれ。実は攻略できる。
木瀬 歩（きせ あゆむ）
声：白石涼子
薙刀部に所属しており、実力は部内ナンバー2。関西人である。雅をライバル視しており、彼女につらく当たる。発売当初は攻略可能というデマが流れたほどの人気を誇る。4月3日生まれ。

### サブキャラクター
白河 ほたる（しらかわ ほたる）
声：水樹奈々
『Memories Off 2nd』のヒロイン。ウィーンに留学し、一時帰国中。健と超長距離恋愛中。9月25日生まれ。
白河 静流（しらかわ しずる）
声：菊池志穂
ほたるの姉。一蹴がアルバイトをしている「ならずや」店長代理。プロレス技も健在。6月30日生まれ。
黒須 カナタ（くろす カナタ）
声：村田あゆみ
『想い出にかわる君』のヒロイン。果凛・葉夜・ほたるの同級生。現在はモデルとして活動中。10月28日生まれ。
稲穂 信（いなほ しん）
声：間島淳司
自称「自由人」。一時期ネパールに旅行中だったが、現在は一蹴と同じく日暮荘に住んでいる。1月4日生まれ。
飛田 扉（ひだ とびら）
声：志倉千代丸
一蹴に過去のことを思い出させる目的でいのりに過去のことを話すように脅し二人が別れることになった黒幕。同じ孤児院で育った一蹴を妬んでいた。

## スタッフ
- 脚本：林直孝、松川しゅうさく、安本亨、たきもとまさし
- キャラクターデザイン：松尾ゆきひろ、輿水隆之
- 音楽：阿保剛

## 主題歌
オープニングテーマ「それでも君を想い出すから」
作詞・作曲：志倉千代丸 / 編曲：磯江俊道 / 歌：水樹奈々
插入歌「Shining Star」
作詞・作曲：志倉千代丸 / 編曲：磯江俊道 / 歌：村田あゆみ
OVA『Memories Off 3.5 想い出の彼方へ』と『Memories Off 3.5 祈りの届く刻…』のエンディングテーマ
エンディングテーマ1「LOVE★微熱！？」
作詞・作曲：志倉千代丸 / 編曲：上野浩司 / 歌：tiaraway
エンディングテーマ2「ヒトシズクアイ」
作詞・作曲：志倉千代丸 / 編曲：上野浩司 / 歌：村田あゆみ
エンディングテーマ3「雨に願いを…」
作詞・作曲：高井ウララ / 編曲：FUSE//FUNK / 歌：小林沙苗
PSP版オープニングテーマ「君の描片〜キミノカケラ〜」
作曲・編曲：Tatsh / 歌・作詞：彩音

## OVA

### スタッフ
- 監督・撮影監督 - 所俊克
- 脚本 - 瀧本正至、松川しゅうさく
- 絵コンテ・演出 - 下田久人（第1巻）、所俊克（第2巻）
- アニメーションキャラクターデザイン - 桜井このみ
- 作画監督 - 森川均（第1巻）、桜井このみ（第2巻）
- 総作画監督 - 桜井このみ（第1巻）
- 美術監督 - 本田修羽
- 色彩設定 - のぼりはるこ
- 編集 - 岡田輝満
- 音楽 - 酒井良
- 音響監督 - 千葉繁
- プロデューサー - 佐久間敏郎、斎木隆
- 制作プロデューサー - 岡尾貴洋
- アニメーション制作 - ピクチャーマジック、陸演隊
- 製作・著作 - メモオフ3.5製作委員会

### 主題歌
オープニングテーマ「Dry words,Dry maker」
作詞、作曲 - 志倉千代丸 / 編曲 - 磯江俊道 / 歌 - 浅野真澄
エンディングテーマ「Shining star」
作詞、作曲 - 志倉千代丸 / 編曲 - 磯江俊道 / 歌 - 村田あゆみ

### 各話リスト
| 話数  | タイトル                             | 発売日         | 備考                                           |
| ----- | ------------------------------------ | -------------- | ---------------------------------------------- |
| 第1話 | Memories Off 3.5 祈りの届く刻… Vol.1 | 2004年9月23日  | ソニー・ミュージックエンタテインメントより発売 |
| 第2話 | Memories Off 3.5 祈りの届く刻… Vol.2 | 2004年10月20日 | ソニー・ミュージックエンタテインメントより発売 |

## 関連商品

### CD
サイトロン・デジタルコンテンツより発売。
- Memories Off〜それから〜 サウンドコレクション
- Memories Off〜それから〜 Character File
  - 01.陵いのり
  - 02.藤原雅
  - 03.野乃原葉夜
  - 04.花祭果凛
  - 05.鷺沢縁
  - 06.さよりん&木瀬歩
- Memories Off〜それから〜 ボーカルコレクション
- Memories Off〜それから〜 ドラマCD

### 小説
- 長井知佳作、JIVEより発売。
  - 『メモリーズオフ‐それから‐ 陵いのり編』Jive character novels ISBN 4-86176-098-4
- 日暮茶坊作、エンターブレインより発売。
  - 『メモリーズオフ それから - 雨の夜に』ISBN 4-7577-1936-1
  - 『メモリーズオフ それから - Tea party』ISBN 4-7577-2005-X
  - 『メモリーズオフ それから - 桜花乃交』ISBN 4-7577-2058-0

### 資料集
- 『Memories Off -それから- ビジュアルファンブック』エンターブレイン、2004年8月。ISBN 4-7577-1946-9
- 『メモリーズオフ〜それから〜設定解説ファンブック』ジャイブ、2004年7月。ISBN 978-4-902314-70-0